# آرمین وایس
آرمین وایس (آلمانی: Armin Weiss; ۵ نوامبر ۱۹۲۷ – ۷ دسامبر ۲۰۱۰) یک شیمی‌دان در زمینه شیمی معدنی اهل آلمان و عضو حزب سبز بود.
وایس در استفلینگ (نزدیک نیتنائو)، متولد و بزرگ شد، جایی که در دهه ۱۹۸۰، صنعت هسته‌ای آلمان غربی شروع به ساخت کارخانه پردازش هسته‌ای واکرسدورف کرد. وایس که از این حرکت ناراحت شده بود، از سمت خود به عنوان استاد شیمی معدنی در دانشگاه لودویگ ماکسیمیلیانز مونیخ دست کشید و در مخالفت با این کارخانه در برابر آن ظاهر شده مخالفت خود را علنی و عمومی کرد. بعدها، به عنوان یکی از اعضای دولت ایالت باواریا، به مخالفت با نیروگاهای هسته‌ای ادامه داد. در سال ۲۰۰۷، پروفسور وایس جایزه مادام العمر آینده بدون هسته‌ای را دریافت کرد.